# Шишкін Іван Володимирович
Іван Володимирович Шишкін (нар. 16 березня 1983, Магдебург, НДР) — український та російський футболіст, півзахисник, футбольний тренер.

## Кар'єра гравця
Народився в німецькому місті Магдебург. Футболом розпочав займатися в 10-річному віці на стадіоні СКС, перший тренер — Едуард Онопрієнко. Потім перейшов у «Вікторію», де виступав під керівництвом Євгена Репенкова.
На професіональному рівні дебютував 30 жовтня 1999 року у складі севастопольського «Чорноморцья» (поєдинок Другої ліги проти «Олімпії ФК АЕС». Зіграв у другій лізі 5 матчів. Наступний сезон відіграв у чемпіонаті Криму за сімферопольський «ІгроСервіс». Напередодні старту сезону 2001/02 років перебрався в інший севастопольський клуб, «Чайку-ВМС».
У 2002 році перейшов до «Севастополя». Дебютував у футболці городян 28 липня 2002 року в програному (0:3) виїзному поєдинку 1-о туру групи Б Другої ліги проти «Електрометалурга». Іван вийшов на поле на 49-й хвилині, замінивши Владислава Піскуна. Дебютним голом у дорослому футболі відзначився 20 вересня 2006 року на 16-й хвилині (з пенальті) переможного (3:0) домашнього поєдинку 1/16 фіналу кубку України проти луцької «Волині». Шишкін вийшов на поле в стартовому складі, а на 46-й хвилині його замінив Володимир Бондарчук. Дебютним голом у Другій лізі відзначився 25 травня 2007 року на 86-й хвилині переможного (5:1) домашнього поєдинку 26-о туру групи Б проти криворізького «Гірника». Іван вийшов на поле на 75-й хвилині, замінивши Сергія Гладкого. У складі «Севастополя» зіграв 9 сезонів, провів 147 матчів у чемпіонатах України, в яких відзначився 4-а голами, ще 9 матчів (1 гол) провів у кубку України. Також провів 9 матчів за «Севастополь-2» у Другій лізі чемпіонату України.
У 2011 році перебрався до тернопільської «Ниви», за яку зіграв 10 матчів у Другій лізі. У 2012 році повернувся до Криму, де виступав на першість півострова за «Форос» та «Мегабуд» (Севастополь). У 2013 році перейшов до друголігового черкаського «Славутича». Проте в 2014 року повернувся до Криму, отримав російське громадянство. Виступав за місцеві аматорські клуби «Спартак-КТ» (Молодіжне), «Мегабуд» (Севастополь) та СКЧФ-2 (Севастополь). Професіональну кар'єру завершив 2015 року в складі фейкового севастопольського СКЧФ. До 2019 року грав за різноманітні аматорські колективи Криму.

## Кар'єра тренера
З 2016 року займається тренерською роботою, працює тренером початкової підготовки фейкового ФК «Севастополь». З січня по червень 2016 року допомагав тренувати фарм-клуб севастопольців, т. зв. «Севастополь-2».
Має тренерську ліцензію категорії «B» (УЄФА).

## Освіта
У 2010 році закінчив Таврійський національний університет імені В. І. Вернадського за спеціальністю «фізичне виховання».

## Досягнення
«Севастополь»
- Перша ліга України
  -  Чемпіон (1): 2009/10